# Леваллуа-Перре Південний
Леваллуа́-Перре́ Півде́нний (фр. Levallois-Perret-Sud) — кантон у Франції, в департаменті О-де-Сен регіону Іль-де-Франс.

## Склад кантону
Кантон включає в себе 1 муніципалітет:
| Муніципалітет   | Площа | Населення, осіб | Рік  |
| --------------- | ----- | --------------- | ---- |
| Леваллуа-Перре* | -     | 26532           | 1999 |

* — лише південна частина міста Леваллуа-Перре
| Франція | Це незавершена стаття з географії Франції. Ви можете допомогти проєкту, виправивши або дописавши її. |